# باشگاه فوتبال ویرتوس انتلا
باشگاه فوتبال ویرتوس انتلا (Virtus Entella)یک باشگاه ایتالیایی است که در شهر کیاواری قرار دارد و در سری بی مشغول به فعالیت است.